# Ready For Your Love
Ready For Your Love는 대한민국 가수 제이민의 두 번째 한국 디지털 싱글이다. 2016년에 발매되었다. 타이틀곡은 <Ready For Your Love>이다.

## 수록곡
1. Ready For Your Love
2. Song On My Guitar